# Plusknia jagodziak
Plusknia jagodziak, plusknia poziomczak (Dolycoris baccarum) – gatunek pluskwiaka z rodziny tarczówkowatych. Długość ciała 10–12 mm. Żyje na różnych roślinach, również na zbożach. Często żeruje na liściach poziomek i truskawek. Podczas masowych pojawów może stać się szkodnikiem. Zimuje owad dorosły.